# Haidar
Haidar – wieś w Rumunii, w okręgu Tulcza, w gminie Casimcea. W 2011 roku liczyła 11 mieszkańców.